# Диггеры (крестьянское движение)

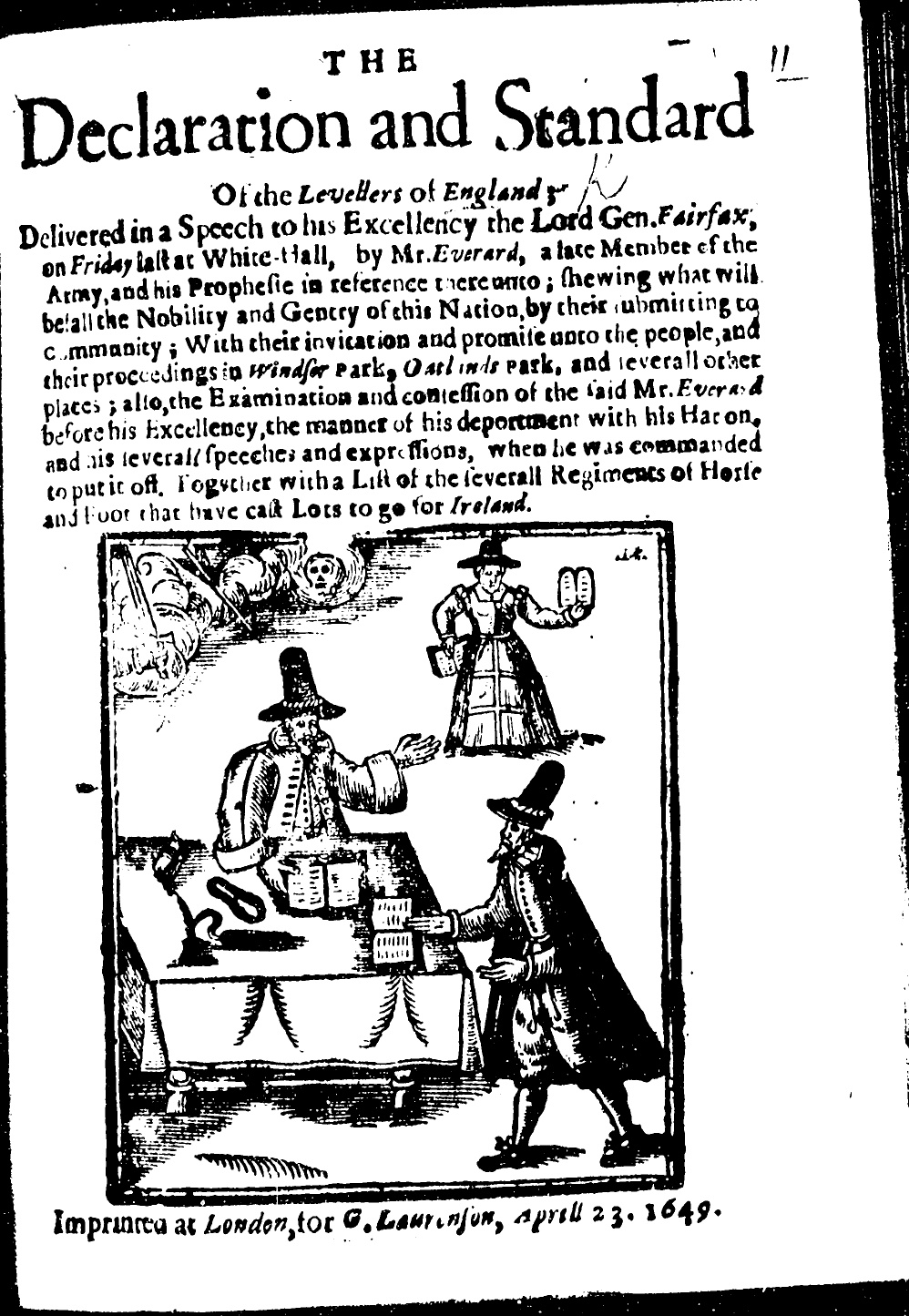
Иллюстрированный манифест «Истинных Левеллеров». Весна 1649

Диггеры (англ. Diggers — «Копатели»), самоназвание — «Истинные Левеллеры» (англ. True Levellers) — возникшее в 1649 году движение бедных крестьян в годы Английской революции, выступавшее против частной собственности на землю. Диггеры действовали относительно мирным путём: они стали вскапывать под огороды общинные земли, орудуя лопатами (откуда и появилось название «диггеры» — «копатели»), и призывать других бедняков последовать их примеру. Они рассчитывали привлечь к движению тысячи людей и перейти к новому общественному строю, в котором не было бы частной собственности. Руководителем и идеологом диггеров был Джерард Уинстенли.

## История
Первым памфлетом, непосредственно выражавшим идеи диггеров, был «Новый закон справедливости», написанный Уинстенли. В «Новом законе справедливости», опубликованном в дни суда над Карлом I, развивались идеи его предыдущих трактатов и других памфлетов, в том числе изданий сельских левеллеров «Свет, воссиявший в Бекингемшире» и «Ещё больший свет, воссиявший в Бекингемшире». В своём новом памфлете Уинстенли говорил о том, что не должно существовать частной собственности, земля должна быть общей. Обосновывая такую позицию, Уинстенли ссылался на некое божественное знамение — услышанные им слова: «Вместе работайте и вместе ешьте свой хлеб, поведай это всем!» Он считал, что после устранения монархии и власти лордов должно последовать уничтожение несправедливости в распределении земель, но поскольку этого не было сделано, надо начинать работать вместе на пустующих земельных участках, которых в Англии огромное количество. Но отнимать земли и собственность силой нельзя, считает Уинстенли. Он пишет, что разрушение старого мира (а ведь он считал, что когда все люди станут работать вместе, это будет совершенно иной мир, в котором не будет места гордости и злобе, «никто и не пожелает иметь больше, чем другие, или быть господином над другими, или требовать чего-либо себе лично») не должно осуществляться «путём войн, указов или руками людей», но «Господь один будет целителем, и восстановителем, и подателем Нового закона справедливости». Уинстенли предлагает жить каждому человеку по собственному разумению, а не следовать чьим-либо указаниям (в том числе церкви); полностью отказаться от частной собственности; отказаться от господства одних над другими, уничтожить тюрьмы, прекратить бичевания и казни.
8 апреля 1649 года на пустоши у подножья холма св. Георгия недалеко от местечка Кобхэм, в графстве Суррей поселилась первая группа диггеров, начавшая распахивать и раскапывать до того никогда не возделывавшуюся землю. Их действия вызвали такой переполох среди местных джентльменов и крупных фригольдеров, что некий Генри Сандерс счел нужным 16 апреля донести о происшедшем непосредственно Государственному совету. «Сборище людей во главе с отставным солдатом Эверардом, — доносил Сандерс, — пришли на холм св. Георгия и начали копать землю, засевая её пастернаком, морковью и бобами. В пятницу их было от 20 до 30 человек. Проводя весь день в работе, они приглашают всех прийти к ним на помощь, обещая пищу, питьё и одежду. Они говорят, что спустя десять дней их будет 4—5 тысяч».
Это мирное выступление вызвало страх у местных лендлордов и фригольдеров, которые обратились с жалобой в правительство. Тогда испуганный Государственный совет отдал распоряжение генералу Ферфаксу разогнать «незаконное сборище» «беспорядочных и мятежных людей», действия которых могут «нарушить мир и спокойствие республики». Когда же к холму св. Георгия подошли два кавалерийских эскадрона, диггеры спокойно ушли по требованию офицера, который сообщил Ферфаксу о мирных намерениях диггеров. На следующий день Эверард и Уинстенли встретились с Ферфаксом (и шокировали его уже тем, что не сняли шляпы) и объявили ему основные принципы движения.
Вскоре был опубликован манифест диггеров «Знамя, поднятое истинными левеллерами…». В нем мы встречаем те же идеи, что и в других памфлетах диггеров: мысль о земле как «общей сокровищнице», критика частной собственности, обличение лендлордов. Кроме того, в памфлете излагается критика существующих в стране порядков, критика власти, разочаровавшей население. Как и в других документах диггеров, в манифесте постоянно встречаются ссылки на религиозные тексты.
Стоит добавить, что от диггеров стали решительно открещиваться левеллеры: отмена частной собственности противоречила их идеям, она отпугнула бы большинство сторонников левеллеров среди мелких собственников. Такие мелкие собственники очень активно мешали диггерам в строительстве общины — постройки их были несколько раз разрушены, а уже в мае произошёл разрыв с Эверардом, и Уинстенли остался почти что единственным идейным вдохновителем движения.
В июне появилась диггерская «Декларация бедного угнетённого народа Англии», подписанная 45 лицами, в том числе и Уинстенли, который, по всей видимости, и был автором этого памфлета. «Декларация» была призвана разъяснить намерения диггеров. В ней опять говорится о незаконности существования частной собственности и объявляется о том, что люди обрели смелость противиться потомкам людей, захвативших их землю. При этом диггеры всё же не шли дальше обработки общинных земель, считая, что нельзя действовать оружием, надеясь победить любовью и «христианским духом». Но часть колонии была сожжена солдатами, а затем разрушать её пришли местные фригольдеры. Уинстенли пишет Ферфаксу, совсем недавно обещавшему не трогать диггеров и обеспечить им некоторую свободу, пытается ещё раз рассказать о сути колонии, пробудить совесть в сердцах офицеров. Издаётся декларация о действиях фригольдеров. Но диггеры остались неуслышанными. Более того, фригольдерами был подан иск в местный суд. Суд шёл с невероятным количеством нарушений: обвиняемым даже ни разу не дали слова. Диггеров приговорили к штрафам, которые взыскали коровами, а Биккерстафа заключили в тюрьму. Уинстенли подал жалобу в палату общин, но члены палаты были заняты «более важными делами». Осенью Уинстенли опять приговаривают к штрафу.
В 1650—1651 годах продолжаются выступления диггеров, хотя им активно противостоят лендлорды, зажиточные крестьяне, чиновники, что отражено в памфлете «Новогодний подарок парламенту и армии». Всё же движение диггеров растёт и распространяется, по меньшей мере, в 8 графствах (помимо Суррея). Однако выступления диггеров раздражали лендлордов и из-за их активного сопротивления к концу 1651 года движение «истинных левеллеров» было полностью подавлено. В 1652 году Уинстенли публикует свой наиболее значительный труд, «Закон свободы», в котором наиболее развёрнуто излагаются его идеи и нарисована картина устройства мира, которая согласно Уинстенли должна быть воплощена в жизнь. Здесь встречаются последние упоминания о диггерах как о действующем крестьянском движении.